# Dietmar Grosse
Dietmar Grosse (* 1948 in Lobstädt) ist ein deutscher bildender Künstler und Cartoonist. Aufgewachsen ist er im Allgäu  und lebt seit vielen Jahren in München. Seine in großer Zahl publizierten Cartoons zeigen einen unverwechselbaren Stil. Seit 2001 setzt Dietmar Grosse seine zweidimensionalen Ideen fast ausschließlich in dreidimensionale um: In Skulpturen, skurril, provokant, gesellschaftskritisch. Dank einiger Sammler befinden sich Dietmars zwei- sowie dreidimensionale Arbeiten inzwischen auch in Chicago, New York und Paris. 

## Einzelausstellungen
- 1993 Reise-Cartoons USA, Hofatelier Lothringer Str. 13, München
- 1994 Sportcartoons, Übelackerhaus München
- 1997 "Nette Leute", Üblackerhaus München
- 2006 "Ganz schön heiß", Galerie Cabris / Südfrankreich
- 2007 "Im Café", Hotel Alt Nürnberg, Hamburg
- 2008 "Im Restaurant", LaGalleria, Fürth
- 2013 FLUGART Diamond Aircraft Egelsbach
- 2015 Max AUER Berlin
- 2015 Galerie Silberhorn Maising
- 2019 artvillage Bad Aussee Österreich
- 2020 ARTLAB Torstraße 218 Berlin
- 2022 artvillage Bad Aussee Österreich

- 2024 Karl EDERER München
- 2025 PAGEOU Ali Güngörmüs München